# ويلارد شميت
ويلارد شميت (بالإنجليزية: Willard Schmidt)‏ هو لاعب كرة قاعدة أمريكي، ولد في 29 مايو 1928 في هايز في الولايات المتحدة، وتوفي في 22 مارس 2007 في نيوكاسل في الولايات المتحدة.

## وصلات خارجية
- ويلارد شميت على موقع دوري كرة القاعدة الرئيسي (الإنجليزية)
- ويلارد شميت على موقعبيزبول رفرنس.كوم (الدوري الرئيسي) (الإنجليزية)
- ويلارد شميت على موقعبيزبول رفرنس.كوم (الدوري الثانوي) (الإنجليزية)